# 政党の歴史
政党の歴史では、近代議会政治における政党の形成と発展の歴史についてを扱うものとする。

## イギリス
ホイッグ党とトーリー党の両党派が相互に勢力を競い、後に自由党と保守党の二大政党が誕生した。

## アメリカ
アメリカ合衆国建国当時、政党はむしろ否定的に捉えられてきた。なぜなら、ジョージ・ワシントンを中心とするいわゆる「アメリカ合衆国建国の父」と呼ばれた共和派（フェデラリスト、後の連邦党）が、王党派や急進的な民主派をアメリカ独立戦争の過程で弾圧・追放する形で打ち立てていった一党独裁制国家だからである。ワシントンは、「我々には政党はいらない。なぜなら、我々は全て共和主義者だからだ」と述べたのはこのことを指している。だが、幸か不幸かワシントンは指導者・軍人であっても政治家ではなかった。中央政府の強化を唱える財務長官アレクサンダー・ハミルトンと地方分権を重んじる国務長官トーマス・ジェファーソンの路線対立は、ハミルトンを支持する連邦党とジェファーソンを支持する民主共和党を生み出した。

## 日本

### 政党政治の幕開け（明治時代）
元来、日本に置いては、党とは、私党を意味するもので児玉党や村上党などのように武士団を呼ぶ用語であった。幕末から明治維新にかけて、国内的には、「土佐勤王党」などの公論を主張した党派の誕生、対外的には欧米列強の政治体制に触れる中で議会政治における政党制に着目するようになり、党という用語の意味が変貌を遂げる。安政6年（1859年）福澤諭吉が英国議会を傍聴した際、議会内で激しく論戦を繰り広げていた与野党の議員が、議場の外では、和やかに談笑していることに驚いたことを紹介している。
明治7年（1874年）明治六年政変（征韓論政変）で下野した板垣退助らは愛国公党を結成し、政府に対し「民撰議院設立建白書」を提出した。これを契機に、薩長藩閥による政権運営（いわゆる「有司専制」）に対する批判が全国に澎湃として起こった。これが、自由民権運動である。
自由民権運動の過程では、全国各地に政治結社が結成され、これらの中には、急進化して各地で不平士族と結びつき、内乱を起こすものも出た。しかし、明治10年（1877年）の西南戦争で不平士族が敗北し、明治政府を武力で転覆することが挫折し、言論による闘争が志向されるようになっていく。
勃興する自由民権運動に対して、明治14年（1881年）明治天皇の御名で「国会開設の勅諭」が下り、明治政府は、明治22年（1889年）に議会を開設することを国民に約束した。これに伴い、明治14年自由党が板垣退助を中心として、翌明治15年（1882年）立憲改進党が大隈重信らによって結成される。また、福地源一郎ら親政府の要人による立憲帝政党も結党された。しかし、政府は「超然主義」の方針を打ち出す一方、自由民権運動の弾圧強化に乗り出した。このため、自由党は一時解散に追い込まれ、立憲改進党は分裂状態となり、立憲帝政党も政府から見捨てられる形で自然消滅を余儀なくされた。
明治22年（1889年）大日本帝国憲法の公布とともに、衆議院議員選挙法が公布され、25歳以上で納税15円以上の男子に選挙権が与えられた。翌明治23年（1890年）7月1日第1回衆議院議員総選挙が実施され、立憲自由党、立憲改進党などの民党が議席の多くを占め、反民党勢力（結果的には親政府派となる）温和派（吏党）は少なかった。
選挙後、第一回帝国議会が開会された。政府は当初「超然主義」で対議会・政党に対する姿勢としていたものの、大日本帝国憲法自体が議会の協賛なくして重要な決定が出来ない仕組みとなっていたため、この路線はすぐに行き詰まった。このことに気付いた政府側は選挙への大規模干渉や金銭・あるいはポストによる、政府に批判的な民党及びその幹部達の買収工作を行って懐柔に務めざるを得なくなっていった。また、条約改正などの論議から民党が政府支持に回り、吏党が反対に回るケースもあり、「民党・吏党」に替わって「与党・野党」と呼ばれていくようになる。

### 政党内閣の誕生（明治時代）
第3次伊藤博文内閣は、軍備の拡張を図るために地租の増徴を行おうとした。しかし、これに自由党と進歩党が猛反対し、両党は合同して憲政党を樹立する。これにより伊藤博文内閣は退陣を余儀なくされ、日本初めての政党内閣である大隈重信内閣（第一次内閣で、隈板内閣とも言われた）が成立する。しかし、憲政党内部で対立が起こって、この政党内閣はわずか4ヶ月で退陣する。その後、憲政党（旧自由党）の支持を得て成立した第2次山縣有朋内閣によって、地租増徴案は成立して軍備拡張が行われると同時に、政党の影響力を抑えるために治安警察法や軍部大臣現役武官制などが公布された。
伊藤博文は、政党の必要性を悟り、自ら憲政党の旧自由党勢力と自派の官僚を結合し、1900年立憲政友会を組織し、初代総裁に就任する。伊藤が政党の党首となることに嫌悪感を抱く山縣は、明治天皇を動かし伊藤を枢密院議長にすることで政友会総裁を辞任することに成功する。政友会は西園寺公望を2代総裁に選出し、西園寺と山縣閥の陸軍大将桂太郎が交互に政権を担当する「桂園時代」が展開する。これは、薩長藩閥と政友会の大連立に近かった。

### 大正時代
大正時代においては、大正政変における桂太郎内閣の退陣における背景には、政党の影響力が大きかったことが挙げられる。そして大正7年（1918年）、原敬によって本格的な政党内閣が組閣された。その後も高橋是清内閣、加藤高明政党内閣が成立する。この加藤内閣の時、男子普通選挙制が成立すると共に、治安維持法が成立した。

### 軍閥と政党（昭和時代）
昭和時代においては、若槻禮次郎内閣、田中義一内閣、濱口雄幸内閣などにおいて、それぞれ立憲民政党、立憲政友会、立憲民政党を支持母体とした政党内閣が成立する。若槻・濱口内閣などは協調外交などを推進して戦争の道を進もうとする日本を何とか食い止めようとしたものの、経済政策の失敗や軍備縮小などにおいて軍部や国民の支持を得られず、最後は両内閣とも辞職に追い込まれた。田中内閣は昭和恐慌などの経済政策において成功を収めたが、中国外交で強硬外交を推進して戦争の道を歩むようになる。しかしこの田中内閣も陸軍の暴走を抑えることができず、最後は張作霖爆殺事件において陸軍の処罰を行わなかったために昭和天皇の信任を失って、辞職に追い込まれた。
二大政党の時代ではあったものの、昭和7年（1932年）5月15日犬養毅首相が暗殺され（五・一五事件）、戦前の政党内閣は終焉を告げたのである。犬養が暗殺されたのは、日本が孤立することを恐れて満州国の成立を承認しようとしなかったため、それに不満を持った軍部によって暗殺されたのである。そして、この事件や血盟団事件などによってテロにおびえた政治家は、以後は斎藤実などの軍人内閣によって組閣が行われるようになった。

### 大政翼賛会への合流
その後も立憲政友会、立憲民政党からは共に入閣する者はいたものの、政治力は相対的に低下していく。その一方で、両党内部にも軍部に呼応する動きが発生（政友会における中島知久平や民政党における永井柳太郎の動き）、紆余曲折を経て昭和15年（1940年）、大政翼賛会に合流することになる。一般的にはこの時代の議会は軍部や政府に従うだけの機関であったと解されているものの、実際には旧政党における多くの議員が積極的に政府・軍部が結びついて政党に替わって組織された翼賛議員同盟や翼賛政治会、大日本政治会の支配権を掌握していくことで政治的利益に与っていた。こうした動きに抵抗したのが昭和17年（1942年）に行われた翼賛選挙における「非推薦候補」であった。敗戦後、旧大日本政治会所属者（その大半が日本進歩党結党に参加した）を中心として当時の議員の多くが公職追放された背景には、当時の議会・政党が軍部の弾圧による犠牲者ではなく、軍部の積極的な協力者と看做されたからである。